# Озеас
Озе́ас Рейс дос Сантос (порт.-браз. Oseas Reis dos Santos; 14 мая 1971, Салвадор) — бразильский футболист, нападающий. 

## Карьера
Озеас начал карьеру в клубе «Галисия». Затем играл за испанскую «Понтеведру». В этом клубе он зарабатывал 40 тыс песет в месяц, и забил 42 гола за сезон. Затем вернулся в Бразилию в клубы «Маруйненсе» и «Уберландия». В 1995 году Озеас перешёл в «Атлетико Паранаэнсе», где с 1996 года составил центр нападения вместе с Пауло Ринком. В первый же сезон футболист стал лучшим бомбардиром серии В чемпионата Бразилии с 14-ю забитыми голами. Этот успех привлёк к нему внимание нескольких «больших» бразильских команд, в результате чего Озеас был куплен «Палмейрасом» за 7 млн долларов. 20 июля он сыграл первую встречу за «Вердао» против «Америки», где забил один из голов, а его команда победила 4:0. С «Палмейрасом» форвард выиграл Кубок Бразилии, где забил гол в финальной встрече с «Крузейро», Кубок Меркосур и Кубок Либертадорес. Также игрок прославился, забив гол в свои ворота в дерби с «Коринтиансом». Всего за клуб игрок провёл 172 игры (86 победам, 43 ничьи и 43 поражений) и забил 65 голов.
В 2000 году Озеас перешёл в состав «Крузейро». Он выиграл Кубок Бразилии, в розыгрыше которого стал лучшим бомбардиром, и Кубок Сул-Минас. Во время выступления за эту команду, форварда избил один из болельщиков, который разозлился отказом нападающего дать ему автограф и ударил его камнем по голове. В 2002 году Озеас, вместе с другим бразильцем Арисоном, в середине сезона перешёл в японский клуб «Виссел Кобе». Футболист за половину сезона стал лучшим бомбардиром команды с шестью забитыми мячами, разделив лидерство с третьим бразильцем, Сидиклеем. Годом позже Озеас во второй раз стал лучшим бомбардиром команды с 13-ю голами. После чего он вернулся в Бразилию, в клуб «Интернасьонал». Там футболист провёл один сезон, после чего перешёл в японский «Альбирекс Ниигата». Завершил карьеру Озеас в клубе «Бразильенсе» в 2005 году.
Завершив игровую карьеру, Озеас стал предпринимателем в сфере недвижимости.

## Достижения

### Командные
- Обладатель Кубка Бразилии: 1998, 2000
- Обладатель Кубка Меркосур: 1998
- Обладатель Кубка Либертадорес: 1999
- Обладатель Кубка Сул-Минас: 2001
- Чемпион штата Риу-Гранди-ду-Сул: 2004

### Личные
- Лучший бомбардир Кубка Бразилии: 2000 (10 голов)